# غو لي
غو لي (بالصينية: 古力) هو لاعب غو محترف ‏ صيني، ولد في 3 فبراير 1982 في تشونغتشينغ في الصين.